# فهد بن سعود بن عبد العزيز آل سعود
الأمير فهد بن سعود بن عبد العزيز آل سعود (1923 - 30 أكتوبر 2006) وهو الابن الأكبر للملك سعود من الأميرة نورة بنت فيصل بن سعد آل سعود، وزير الدفاع والطيران والمفتش العام سابقاً وهو أخ من الأم للأمير فيصل بن عبد الله بن عبد الرحمن ال سعود  والاخ من الام للاميرة حصه بنت عبدالله بن عبدالرحمن ال سعود الابن الأكبر للأمير عبد الله بن عبد الرحمن بن فيصل آل سعود شقيق الملك عبد العزيز آل سعود.

## حياته
ولد الأمير فهد بن سعود بن عبد العزيز آل سعود في مدينة الرياض في عام (1343هـ - 1923م) قبل حصار الملك عبد العزيز آل سعود لـ مدينة جدة بعامين وعاش في كنف والده سعود بن عبد العزيز آل سعود ولي العهد آنذاك وتعلم القراءة والكتابة وحفظ القرآن الكريم وتعلم السياسة والحرب وتلقّى تعليمه بمدرسة الأمراء بالرياض وكان من الجيل الثاني الذي تخرج من مدرسة القصر المعروفة بمدرسة الأمراء.

## مناصبه
- وكيل إمارة حائل من سنة 1358هـ إلى 1376هـ
- وزير الدفاع والطيران والمفتش العام للأمور العسكرية من سنة 1376هـ إلى 1380هـ
- وكيل وزارة الداخلية من عام 1380هـ وحتى عام 1384هـ
- سفير المملكة العربية السعودية إلى اليونان من سنة 1384هـ وحتى عام 1388هـ
- وكيل وزارة الداخلية من عام 1388هـ إلى عام 1397هـ

## إنجازاته أثناء مناصبه الحكومية
- أصدر الملك سعود بن عبد العزيز آل سعود ثلاثة مراسيم ملكية بقبول استقالة الأمير مشعل بن عبد العزيز آل سعود وزير الدفاع والطيران والمفتش العام للأمور العسكرية من منصبه[1]، وتعيين الأمير فهد بن سعود بن عبد العزيز وزيراً للدفاع والطيران ومفتشاً عاماً للأمور العسكرية[2]، وبمنح الأمير فهد بن سعود بن عبد العزيز رتبة الفريق أول العسكرية.[3]
- تم في عهده تشكيل رئاسة أركان حرب الجيش. كما تم في عهده نقل وزارة الدفاع من الطائف للرياض واستمر في هذا المنصب حتى 3/7/1380هـ الموافق 21/12/1960م وخلفه أخيه الأمير محمد بن سعود بن عبد العزيز آل سعود.
- عُيِّن سنة 1380هـ وكيلاً لوزارة الداخلية ووضع فيها إنجازات كثيرة وبصيمة من بينها ربط مدينة الرياض بمكة المكرمة ومن إنجازاته الأخرى بناء بقية مطار المملكة وتكون داخلية أو إقليمية.
- تغيير موقع جامعة الملك سعود من حي الملز إلى حي النخيل .
- لهُ مسجد بناه في محلة المعذر، وذلك فيما بعد منتصف القرن الرابع عشر الهجري، وهو من المساجد الطينية الصغيرة، وقد استمر المسجد على بنائه إلى ما بعد سنة 1398هـ.[4]

## وفاته
توفي الأمير فهد بن سعود بن عبد العزيز آل سعود في يوم الإثنين 4 شوال 1427هـ الموافق 30 أكتوبر 2006 وكانت وفاته بعد وفاة الملك فهد بن عبد العزيز آل سعود وبعض أبنائه يقولون بسبب مرض عانى منه لمدة شهر وصُلّي عليه في الحرم المكي وتم دفنه في مقبرة العدل.

## أسرته
تزوج من:
- الأميرة العنود بنت فيصل بن عبد العزيز آل سعود. ـ مطلقه ـ واستمر مده 24 عام ولم ينجب منها.
- نجوى الأسعد «سورية الأصل تنحدر من مدينة حلب».
- لديه ابنة واحدة هي الأميرة أمل.